# Novembre (Giusy Ferreri)
Novembre è un singolo della cantante italiana Giusy Ferreri, pubblicato nel 2008 come secondo estratto dall'album Gaetana.

## Descrizione
Secondo singolo estratto da Gaetana, album d'esordio della cantante italiana Giusy Ferreri. Il lancio radiofonico è avvenuto venerdì 17 ottobre 2008. Novembre è stato contemporaneamente lanciato in versione digitale su tutte le piattaforme web e mobile ed ha raggiunto la 1ª posizione della classifica di iTunes nel primo giorno di emissione.

## Tracce
Testi e musiche di Roberto Casalino.
1. Novembre – 3:08

## Video ufficiale
Il video del singolo è stato diretto da Cosimo Alemà, già regista del precedente video dell'artista, e girato a Parigi il 9 e 10 ottobre. La première assoluta del video è avvenuta il giorno 27 ottobre sul canale Fox Life (canale 111 di Sky) alle ore 20:55. Invece in MTV Italia il video del singolo è stato trasmesso il 9 novembre.
Nella storia del video la cantante esce da casa propria e si reca in libreria, dove viene notata da un uomo che comincia a seguirla per la città. Spaventata, Giusy si rifugia in un bar, ed approfittando del traffico cittadino, riesce a seminare l'uomo. Poi però la situazione si inverte ed è lei ad iniziare a seguire lui, fino a che le rispettive strade si dividono. Nel finale del video viene rivelato che i due abitano uno nell'appartamento di fronte all'altro, al punto di potersi guardare dalla finestra. Vengono alternate a queste scene alcune sequenze in cui la cantante interpreta il brano in diverse location.

## Successo commerciale
A meno di una settimana di distanza dall'uscita del suo nuovo singolo Novembre, Giusy Ferreri torna a conquistare le vette di tutte le chart italiane, come già successo con il precedente singolo Non ti scordar mai di me. Si tratta del terzo singolo più scaricato nel 2008 in Italia, con oltre 120.000 scaricamenti legali.
È stato frequentemente trasmesso in radio, raggiungendo la posizione numero 1 dell'airplay.

## Tracce
Testi e musiche di Roberto Casalino.
1. Novembre – 3:08
2. Noviembre – 3:08 – in spagnolo

## Classifiche

### Classifiche settimanali
| Classifica (2008) | Posizione massima |
| ----------------- | ----------------- |
| Europa            | 71                |
| Italia            | 1                 |
| Svizzera          | 65                |

### Classifiche di fine anno
| Classifica (2008) | Posizione |
| ----------------- | --------- |
| Italia            | 3         |